# 吳天賞
吳天賞（1909年4月3日—1947年6月28日），筆名：吳鬱三，臺中市人，臺中師範學校、日本青山學院英文系畢業，為文學家、美術評論家、報社記者。

## 生平

### 出生與求學
吳天賞1909年出生於臺中州臺中市新富町，父親陳永為木匠、母親吳絨為助產士，其外曾祖父吳兆祥則為臺中柳原教會之創辦人。吳天賞自臺中公學校畢業後，進入臺中師範學校就讀，同屆同學有翁鬧、楊杏庭、吳坤煌、張錫卿等人。1929年，吳天賞作為臺中師範學校演習科第一回畢業生，自該校畢業，任教於臺中州埤頭公學校。
1932年，吳天賞辭去教職前往東京，初期學習聲樂、也曾就讀日本大學文科、在熊岡美彥畫塾習畫，最終於青山學院英文科求學，並參加「臺灣藝術研究會」。發表小說〈龍〉、〈蕾〉發表於該會刊物《フォルモサ》之上。1934年，[[]臺灣文藝聯盟]成立，加上部分同人返臺，因此臺灣藝術研究會以「臺灣文藝聯盟東京支部」形式合流。吳天賞開始在臺灣文藝聯盟刊物《臺灣文藝》發表作品，此時期曾經使用筆名「吳鬱三」發表小說。1937年，吳天賞自青山學院畢業返臺。

### 報社記者生涯
返臺之後，吳天賞曾經參加第三回臺陽美術展臺中移動展歡迎座談會。1938年吳天賞前往東京，因為受友人翁鬧牽連，被特高警察抓捕入獄三星期。1939年，經林獻堂之關係，進入《臺灣新民報》擔任社會部記者，後轉任臺灣新民報社臺中支局（1940）、興南新聞新竹支部（1942）、臺灣新報臺中支局（1944）。
1941年11月，中部地區的文藝家吳天賞、阿川燕城、小林洋，坂口貴敏、田中保男、張星健、藤原善三郎、巫永福、楊逵成立「中部文藝懇談會」，事務所設於中央書局中，吳天賞擔任該會委員。而進入臺灣新民報社體系後，吳天賞開始於《臺灣新民報》發表文學以及藝術評論，其他論著也刊載於《臺灣藝術》、《臺灣時報》、《臺灣文學》等刊物。其中有多篇關於臺陽美術協會以及臺灣總督府美術展覽會的美術評論。

### 戰後生涯與辭世
1945年日本戰敗之後，《臺灣新報》改為《臺灣新生報》，吳天賞任《臺灣新生報》臺中分社主任，並擔任以陳炘號召下成立的「歡迎國民政府籌備會」右總務部委員。1946年於楊國喜家中主持國語學習班，有張文環、張深切、張星健、江燦琳、呂赫若等人。
1947年，二二八事件爆發，臺中藝文界人士包含張深切、莊垂勝、葉榮鐘、楊逵等人，於中央書局成立「輿論調查所」並發放「輿論調查卡」，吳天賞因此事而被名列通緝名單，3月下旬開始被迫逃亡。曾躲藏至二林、臺中、以及郭馬西、陳炘等人家中，最終在李石樵畫室中等到事件逐漸平息。事件後不久的6月28日，吳天賞於家中因為心臟麻痺於睡眠中逝世，享年三十九歲。

## 文藝作品列表[10]

#### 雜誌
- 〈龍〉，《フォルモサ》第1號（1933年7月），頁67-70。
- 〈蕾〉，《フォルモサ》第2號（1933年12月），頁68-78。
- 〈音樂感傷──鄉土訪問音樂演奏會を聽きて〉，《臺灣文藝》第1號（1934年11月），頁。
- 〈蜘蛛〉，《臺灣文藝》第2卷第3號（1935年3月），頁106-111。（以筆名「吳鬱三」發表）
- 〈繪畫巡禮〉，《臺灣文藝》第2卷第5號（1935年5月），頁69-71。
- 〈顔‧喫茶店の花‧愛〉，《臺灣文藝》第2卷第6號（1935年6月），頁33。
- 〈野雲雀〉，《臺灣文藝》第8號（1935年8月），頁11-14。（以筆名「吳鬱三」發表）
- 〈鹽分地帶の春に寄せて〉《臺灣文藝》第3卷第2號（1936年1月），頁32-33。
- 〈名優ベルグナー〉，《臺灣文藝》第3卷第3號（1936年2月），頁54-59。（アーヴイン著、吳天賞譯）
- 〈崔承喜の舞踊〉，《臺灣文藝》第3卷第7/8號（1936年8月），頁82-83。
- 〈夢の話〉，《臺灣藝術》1卷2號（1940年4月），頁33-35。
- 〈夕陽〉，《臺灣藝術》1卷3號（1940年5月），頁73。
- 〈結局あなたが描いたものだから──畫家の內容〉，《臺灣藝術》1卷3號（1940年5月），頁87。
- 〈扉繪の詩──花と幻〉，《臺灣藝術》1卷9號（1940年12月），扉頁。
- 〈第三囘府展の洋畫に就いて〉，《臺灣藝術》1卷9號（1940年12月），頁31-33。（與楊佐三郎對談）
- 〈遜仁の思ひで〉，《臺灣文學》創刊號（1941年5月），頁152-153。
- 〈第七囘臺陽展の洋畵評〉，《臺灣藝術》2卷7號（1941年6月），頁34。
- 〈（葉書囘答）〉，《臺灣藝術》2卷8號（1941年8月），頁38-44。
- 〈洋畵家點描〉，《臺灣文學》第2號（1941年9月），頁41。
- 〈寸話〉，《臺灣文學》第2卷第2號（1942年3月），頁97。
- 〈府展に關する諸說〉，《臺灣文學》3卷1號（1943年1月），頁15-17。
- 〈臺灣美術論〉，《臺灣時報》1943年3月，頁119-124。
- 〈靑年と讀書〉，《臺灣藝術》4卷11號（1943年11月），頁9。
- 〈府展油繪評〉，《臺灣藝術》4卷12號（1943年12月），頁9。

#### 報紙
- 〈春日畫談　李石樵君のことなど〉，《臺灣新民報》，1939年4月15日（8版）。
- 〈「文藝臺灣」を讀みて（一）〉，《臺灣新民報》，1940年1月12日（8版）。
- 〈「文藝臺灣」を讀みて（二）〉，《臺灣新民報》，1940年1月13日（8版）。
- 〈わななく美を！ 藍蔭鼎氏の水彩畫展〉，《臺灣新民報》，1940年2月15日（8版）。
- 〈藤原義江の來臺 音樂巡禮の思ひ出〉，《臺灣新民報》，1940年4月8日（4版）。
- 〈美しき步み 吳天華君の個展に因みて〉，《臺灣新民報》，1940年12月13日（6版）。

#### 座談會相關篇目
- 〈臺灣文聯東京支部第一囘茶話會〉，《臺灣文藝》第2卷第4號（1935年4月），頁24。（出席者：賴水龍、賴貴富、雷石榆、張文環、楊杏庭、陳傳纘、吳天賞、翁鬧、吳坤煌、賴明弘）
- 〈臺灣文學當面の諸問題──文聯東京支部座談會〉，《臺灣文藝》第3卷第7/8號（1936年8月），頁2-10。（出席者：莊天祿、賴貴富、田島讓、張星建、劉捷、曾石火、翁閙、陳遜仁、溫兆滿、陳瑞榮、陳遜章、吳天賞、顏水龍、郭一舟、鄭永言、張文環、楊基椿、吳坤煌）
- 〈臺灣音樂座談會〉，《臺灣藝術》2卷12號（1941年12月），頁30-34。（出席者：磯江淸、草間益美、黃朝淸、吳天賞、高橋金四郎、張邱東松、張星建、西坂操、巫永福、安井萬次、楊基先等）
- 〈臺中を話る座談会〉，《臺灣藝術》3卷12號（1942年12月），頁24-27。（泉義夫、呂赫若、張聘三、張星健、陳遜章、陳炘、李石樵、王金海、楊逵、楊基先、莊垂勝、高兩貴、吳天賞、宮原武熊、江肖梅）
- 〈責任生産制と増産-座談會〉，《臺灣時報》1944年9月，頁128-137。（出席者：遠山景一 、青瀬和夫、芳澤煉平、林孝祐、張文環、王廖德聰、張煥、張聘三、巫永福、吳天賞）
- 〈臺陽展を中心に戰爭と美術を語る〉，《臺灣美術》第4、5期合併號（1945年3月），頁15-23。（出席者：楊佐三郎、張文環、李石樵、林之助、呂赫若、黄得時、吳天賞、大島克衛）

#### 戰後的翻譯與收錄情況
- 吳天賞的日文詩〈夕陽〉，戰後由台灣詩人陳千武翻譯成中文，之後被收錄在陳明台主編的《陳千武譯詩選集》裡。

## 外部連結
- 躲過二二八軍警追捕，卻仍然心痛而亡：文藝青年吳天賞之死
- 吳李玉梅長老（1910-2010）的人生
- 228受難者吳天賞獲頒回復名譽證書　6子女返台見證 （页面存档备份，存于）
- 二二八風暴籠罩下的台灣美術 （页面存档备份，存于）
- 吳天賞（1909.3.4~1947.6.28） - 台灣文學辭典資料庫
- 〈蜘蛛〉- 台灣文學辭典資料庫
- 〈龍〉- 台灣文學辭典資料庫